# 3 juni
3 juni är den 154:e dagen på året i den gregorianska kalendern (155:e under skottår). Det återstår 211 dagar av året.

## Namnsdagar

### I den svenska almanackan
- Nuvarande – Ingemar och Gudmar
- Föregående i bokstavsordning
  - Erasmus – Namnet fanns, till minne av Erasmus en kristen martyr från 300-talet, på dagens datum före 1901, då det utgick.
  - Gudmar – Namnet infördes 1986 på 2 april, men flyttades 1993 till dagens datum, där det har funnits sedan dess.
  - Ingar – Namnet infördes på dagens datum 1986, men utgick 1993.
  - Ingemar – Namnet förekom före 1901 tidvis på 17 februari och på 1790-talet även på 19 september. 1901 infördes det på dagens datum och har funnits där sedan dess.
  - Ingmarie – Namnet infördes på dagens datum 1986, men utgick 1993.
- Föregående i kronologisk ordning
  - Före 1901 – Erasmus
  - 1901–1985 – Ingemar
  - 1986–1992 – Ingemar, Ingar och Ingmarie
  - 1993–2000 – Ingemar och Gudmar
  - Från 2001 – Ingemar och Gudmar
- Källor
  - Brylla, Eva (red.): Namnlängdsboken, Norstedts ordbok, Stockholm, 2000. ISBN 91-7227-204-X
  - af Klintberg, Bengt: Namnen i almanackan, Norstedts ordbok, Stockholm, 2001. ISBN 91-7227-292-9

### Finlandssvenska almanackan
- Nuvarande från 2025[1] – Viola, Malva
- I föregående revideringar[a][2]
  - 1929–2024 – Viola

### FN-dagar
- Världsdagen för cyklar

## Händelser
- 1839 – Den kinesiske tjänstemannen Lin Zexu, som länge har kämpat mot drogen opium i Kina, inleder en aktion, där 500 arbetare under drygt tre veckor förstör 1,2 miljoner kilo opium, genom att blanda det med kalk och salt och sedan dumpa det i havet i staden Humen. Aktionen avslutas efter 23 dagar och slutdatumet (26 juni) firas idag som Internationella dagen mot drogmissbruk och illegal droghandel. Då det mesta av opiumet är brittiskt leder aktionen till att britterna förklarar krig mot Kina och det första opiumkriget utbryter. Detta varar till 1842 och leder till att britterna ockuperar Hongkong, som blir brittisk koloni till 1997.
- 1844 – Vävare i Peterswaldau och Langenbielau i preussiska Schlesien startar protester och upplopp mot fabrikörer till följd av försämrade arbetsförhållanden och svält. Revolten slås ned av preussiska armén den 6 juni med elva dödsoffer som följd. Händelsen inspirerar senare Gerhart Hauptmann att skriva pjäsen Vävarna.
- 1937 – Den tidigare kungen Edvard VIII av Storbritannien, som har abdikerat från den brittiska tronen den 11 december året före, gifter sig med sin älskarinna Wallis Simpson under en privat ceremoni nära Tours i Frankrike. Edvard har vid denna tid titeln hertig av Windsor och giftermålet är just orsaken till hans abdikation. Den brittiska regeringen har, med hänsyn till konstitutionen, nämligen inte tillåtit honom att som kung gifta sig med Simpson, eftersom hon sedan tidigare är frånskild. Han har därmed valt att abdikera och låta sin bror Albert överta tronen med namnet Georg VI, men det har alltså dröjt ett halvår efter abdikationen, innan bröllopet äger rum. Äktenskapet varar till Edvards död 1972.
- 1946 – Den franske bilingenjören Louis Réard presenterar en kvinnlig baddräkt, efter en tävling mot formgivaren Jacques Heim om att skapa ”världens minsta baddräkt”. Heim har tidigare lanserat baddräkten ”atomen”, men Réards modell, som i princip består av en behå-överdel och en triangelformad tygbit, sammanhållen av ett snöre, är betydligt mindre. Han kallar sin skapelse för bikini efter Bikiniatollen, där de första kärnvapenproverna i fredstid har börjat genomföras samma år, eftersom han anser baddräkten vara ”synnerligen explosionsartad”.
- 1965 – Astronauten Edward H. White blir den första amerikanen som genomför en rymdpromenad, då han under rymdfarkosten Gemini 4:s första flygdag lämnar farkosten under 22 minuter. Även om rymdpromenaden inträffar nästan tre månader efter Sovjetunionens första promenad (8 mars) blir både promenaden och rymdfärden milstolpar, som leder till att USA så småningom vinner rymdkapplöpningen mot Sovjet.
- 1985 – Journalisten Larry King inleder sin pratshow Larry King Live på det amerikanska tv-nätverket CNN. Det blir sedermera kanalens i särklass mest sedda program och sänds under en timme varje kväll. När programmet läggs ner den 16 december 2010, sedan den då 77-årige King har valt att pensionera sig, är det CNN:s äldsta serie och har då gått i över 6 000 avsnitt.
- 1998 – Då ett hjul på ett Intercity Express-tåg, på väg från München till Hamburg i Tyskland, går sönder leder detta till att tåget spårar ur vid en bro nära staden Eschede. De urspårade vagnarna slår till pelarna till bron, vilket leder till att den rasar och krossar delar av tåget. Det hela utvecklar sig till den värsta tågolyckan i Tysklands historia och den värsta i världen med ett höghastighetståg. Av de 287 ombordvarande dödas 98 personer (inklusive alla ur tågpersonalen utom lokföraren och en konduktör) samt tre järnvägsarbetare, som arbetade där tåget spårade ur, och dessutom skadas 88 personer allvarligt.
- 2003 – Den franske matematikern Jean-Pierre Serre tilldelas det första Abelpriset av den norska regeringen. Priset är uppkallat efter den norske matematikern Niels Henrik Abel och har inrättats året före av den norska regeringen, som ett led i firandet av 200-årsminnet av Abels födelse (1802). Det är tänkt som ett alternativ till Nobelprisen, eftersom dessa inte utdelas till matematiker och tankar på det har funnits sedan 100-årsminnet av Abels födelse 1902.
- 2006 – Montenegro förklarar sig självständigt från federationen Serbien och Montenegro.[3] Då även Serbien förklarar sig självständigt från denna union två dagar senare upplöses unionen därmed formellt och den 15 juni erkänner Serbien Montenegros självständighet. Relationerna mellan de båda unionsdelarna har ett tag varit ansträngda och en folkomröstning i Montenegro i maj har gett majoritet för en självständighetsförklaring, vilket är orsakerna till att Serbien så snabbt accepterar unionens upplösning.

## Födda
- 1726 – James Hutton, brittisk geolog
- 1808 – Jefferson Davis, amerikansk demokratisk politiker och militär, senator för Mississippi 1847–1851 och 1857–1861, USA:s krigsminister 1853–1857 och Amerikas konfedererade staters president 1861–1865
- 1815 – Moses Wisner, amerikansk republikansk politiker, guvernör i Michigan 1859–1861
- 1819 – Johan Barthold Jongkind, nederländsk konstnär
- 1837 – Franz Bücheler, tysk filolog och språkvetenskapsman
- 1840 – Thomas Francis Gilroy, amerikansk demokratisk politiker, borgmästare i New York 1893–1894
- 1843 – Fredrik VIII, kung av Danmark 1906–1912
- 1844 – Garret Hobart, amerikansk republikansk politiker, USA:s vicepresident 1897–1899
- 1853
  - Gustaf Andersson, svensk jurist och riksdagsman, borgmästare i Sundsvall 1908–1911
  - Thecla Åhlander, svensk skådespelare
- 1863 – William H. King, amerikansk demokratisk politiker och jurist, senator för Utah 1917–1941
- 1864 – Ransom Eli Olds, amerikansk bilkonstruktör, racerförare och industripionjär, grundare av bilmärket Oldsmobile
- 1865 – Georg V, kung av Storbritannien och Irland 1910–1936
- 1873 – Otto Loewi, österrikisk/tysk-amerikansk farmakolog, mottagare av Nobelpriset i fysiologi eller medicin 1936
- 1877 – Raoul Dufy, fransk målare
- 1878 – Thomas Jefferson Lilly, amerikansk demokratisk politiker, kongressledamot 1923–1925
- 1880 – Hildur Lithman, svensk skådespelare
- 1881 – Michail Larionov, rysk konstnär, grundare av rayonismen
- 1885 – Jakov Sverdlov, rysk kommunistisk politiker, ordförande i Sovjetunionens centrala exekutivkommitté 1917–1919
- 1887 – Anna-Lisa Fröberg, svensk skådespelare
- 1899 – Georg von Békésy, ungersk biofysiker, mottagare av Nobelpriset i fysiologi eller medicin 1961
- 1906 – Joséphine Baker, amerikansk-fransk dansare, sångare och varietéartist
- 1910 – Paulette Goddard, amerikansk skådespelare
- 1911 – Åke Ohlmarks,  svensk religionshistoriker, författare och översättare
- 1924
  - Colleen Dewhurst, amerikansk skådespelare
  - Torsten Wiesel, svensk neurofysiolog och läkare, mottagare av Nobelpriset i fysiologi eller medicin 1981
- 1925 – Tony Curtis, amerikansk skådespelare
- 1926
  - Roscoe Bartlett, amerikansk republikansk politiker, kongressledamot 1993–2013
  - Allen Ginsberg, amerikansk poet
- 1928 – Donald Judd, amerikansk konstnär inom minimalismen
- 1929 – Werner Arber, schweizisk mikrobiolog, mottagare av Nobelpriset i fysiologi eller medicin 1978
- 1933 – Ernst Günther, svensk skådespelare och regissör
- 1934 – Sylvia Österberg, svensk rallyförare och kartläsare
- 1935 – Eddie McGrady, brittisk politiker inom Social Democratic and Labour Party, parlamentsledamot 1987–2010
- 1937 – Solomon P. Ortiz, amerikansk demokratisk politiker, kongressledamot 1983–2011
- 1938 – Seppo Heikinheimo, finländsk musikvetare och författare
- 1939 – Rihko Haarlaa, finländsk skogsvetare
- 1945 – Hale Irwin, amerikansk golfspelare
- 1950 – Suzi Quatro, amerikansk sångare och basist
- 1951
  - Jill Biden, amerikansk lärare och politikerhustru, gift med president Joe Biden
  - Hans Lönnerheden, svensk produktionsledare och filmproducent
- 1953 – Runar Karlsson, åländsk centerpartistisk politiker
- 1954 – Monica Törnell, svensk sångare och låtskrivare
- 1962 – Susannah Constantine, brittisk författare
- 1964 – James Purefoy, brittisk skådespelare
- 1965
  - Jonathan Djanogly, brittisk konservativ politiker, parlamentsledamot 2001–2024
  - Peter Mattei, svensk operasångare (baryton)
- 1966 – Sergej In-Fa-Lin, rysk bandyspelare och -tränare
- 1968 – Mi Ridell, svensk skådespelare och sångare
- 1970
  - Sonja Smederevac, svensk journalist och dokumentärfilmare
  - Peter Tägtgren, svensk sångare, musiker, låtskrivare och musikproducent, gitarrist i gruppen Hypocrisy
  - Greg Hancock, amerikansk-svensk speedwayförare
- 1971 – Kristian Almgren, svensk skådespelare
- 1972 – Ashk Dahlén, svensk språkvetare, översättare och författare
- 1977
  - Patrik Klüft, svensk stavhoppare och ishockeytränare
  - Kenny Olsson, svensk speedwayförare
- 1982
  - Jonas Larholm, svensk handbollsspelare
  - Jelena Isinbajeva, rysk stavhoppare
- 1986 – Rafael Nadal, spansk tennisspelare
- 1987 – Lalaine Vergara-Paras, amerikansk sångare och skådespelare med artistnamnet Lalaine
- 1992 – Hannah Buckling, australisk vattenpolospelare
- 2003 – Louis Partridge, brittisk skådespelare

## Avlidna
- 1497 – Jens Brostrup, dansk kyrkoman, biskop i Lunds ärkestift sedan 1472
- 1553 – Wolf Huber, omkring 68, tysk målare och gravör
- 1575 – Pieter Aertsen, omkring 67, nederländsk målare
- 1605 – Hogenskild Bielke, 67, svensk friherre och riksråd (avrättad)
- 1657 – William Harvey, 79, engelsk läkare och vetenskapsman
- 1737 – Gustaf Cronhielm, 62, svensk greve, ämbetsman och landshövding i Västmanlands län, Sveriges kanslipresident 1719
- 1844 – Ludvig XIX, 68, titulärkung av Frankrike i 20 minuter 2 augusti 1830
- 1875 – Georges Bizet, 36, fransk kompositör
- 1886 – Charles Lwanga, 21 eller 26, ugandisk kristen martyr och helgon (bränd på bål)
- 1899 – Johann Strauss den yngre, 73, österrikisk tonsättare, dirigent och violinist
- 1910 – Philipp Josef Pick, 75, österrikisk dermatolog
- 1924 – Franz Kafka, 40, tjeckisk-österrikisk judisk författare
- 1925 – Camille Flammarion, 83, fransk astronom och författare
- 1927 – Einar Hanson, 28, svensk-amerikansk skådespelare
- 1937 – Hugo Hammarskjöld, 92, svensk politiker
- 1938 – Marion Butler, 75, amerikansk politiker, jurist och publicist, senator för North Carolina 1895–1901
- 1946 – Michail Kalinin, 70, sovjetisk politiker, ordförande i högsta sovjets presidium sedan 1938
- 1961 – Brynolf Stattin, 71, svensk hemmansägare, lantbrukare och högerpartistisk politiker
- 1963 – Johannes XXIII, 81, påve sedan 1958
- 1964
  - Mary Rapp, 43, svensk skådespelare
  - Frans Eemil Sillanpää, 75, finländsk författare, mottagare av Nobelpriset i litteratur 1939
- 1965 – Elof Ahrle, 65, svensk regissör och skådespelare
- 1966 – Alice Calhoun, 65, amerikansk skådespelare
- 1967 – Arthur Tedder, 76, brittisk flygmarskalk
- 1969 – Olle Bennström, 65, svensk racerförare och vinnare av Sveriges vinter-Grand Prix
- 1973 – Jarl Hamilton, 53, svensk skådespelare
- 1975 – Eisaku Sato, 74, japansk politiker, Japans premiärminister 1964–1972, mottagare av Nobels fredspris 1974
- 1976 – Viggo Kampmann, 65, dansk socialdemokratisk politiker, Danmarks statsminister 1960–1962
- 1977 – Archibald V. Hill, 90, brittisk fysiolog, mottagare av Nobelpriset i fysiologi eller medicin 1922
- 1986
  - Anna Neagle, 81, brittisk skådespelare
  - Miles von Wachenfelt, 98, svensk politiker och lantbruksattaché
- 1987 – Herbert Schultze, 77, tysk ubåtsbefälhavare
- 1988 – Raj Kapoor, 63, indisk skådespelare, filmproducent och regissör
- 1989 – Ruhollah Khomeini, 86, iransk ayatollah, Irans religiöse och politiske ledare sedan 1979
- 1990
  - Aino Taube, 77, svensk skådespelare
  - Robert Noyce, 62, amerikansk fysiker och uppfinnare
- 1992 – Robert Morley, 84, brittisk skådespelare
- 2000 – William E. Simon, 72, amerikansk republikansk politiker, USA:s finansminister 1974–1977
- 2001
  - Andrea Prader, 81, schweizisk barnläkare och endokrinolog
  - Anthony Quinn, 86, mexikansk-amerikansk skådespelare
- 2004
  - Thomas "Quorthon" Forsberg, 38, svensk musiker i bandet Bathory
  - Britta Holmberg, 82, svensk skådespelare
  - Sulamith Messerer, 95, rysk ballerina och koreograf
- 2005 – Michael Billington, 63, brittisk skådespelare
- 2007 – Ragheed Ganni, 35, irakisk katolsk präst inom den kaldeiska riten (mördad)
- 2009
  - David Carradine, 72, amerikansk skådespelare
  - Koko Taylor, 80, amerikansk bluessångare
- 2010 – Rue McClanahan, 76, amerikansk skådespelare
- 2011
  - James Arness, 88, amerikansk skådespelare
  - Harry Bernstein, 101, brittisk-amerikansk författare
  - Jack Kevorkian, 83, amerikansk patolog och dödshjälpsförespråkare
- 2012 – Roy Salvadori, 90, brittisk racerförare
- 2013 – Frank Lautenberg, 89, amerikansk demokratisk politiker och senator
- 2016
  - Muhammad Ali, 74, amerikansk boxare
  - Sten "Storken" Lundin, 84, svensk motocrossförare, mottagare av Svenska Dagbladets guldmedalj 1961
  - Peter Tillberg, 69, svensk målare, tecknare, scenograf och skulptör
- 2017 – Niels Helveg Petersen, 78, dansk politiker, ekonomiminister 1988–1990 och utrikesminister 1993–2000
- 2018 – Madeleine Leijonhufvud, 75, svensk jurist och professor emerita i straffrätt
- 2019 – Agustina Bessa-Luís, 96, portugisisk författare
- 2020 – István Kausz, 87, ungersk fäktare, olympisk mästare 1964
- 2021 – F. Lee Bailey, 87, amerikansk advokat
- 2023 – Jim Hines, 76, amerikansk löpare, olympisk guldmedaljör 1968
- 2024 – Brigitte Bierlein, 74, österrikisk jurist och domare, förbundskansler 2019–2020